# Chu Mu-yen
Chu Mu-yen (chiń. 朱木炎; pinyin Zhū Mùyán; ur. 14 marca 1982) – tajwański zawodnik taekwondo. Złoty medalista letnich igrzysk olimpijskich w Atenach, brązowy medalista letnich igrzysk olimpijskich w Pekinie w kategorii do 58 kg.